# Клоси (Поморське воєводство)
Клоси (пол. Kłosy, нім. Klößen) — село в Польщі, у гміні Чарна Домбрувка Битівського повіту Поморського воєводства.
Населення — 82 особи (2011).
У 1975-1998 роках село належало до Слупського воєводства.

## Демографія
Демографічна структура станом на 31 березня 2011 року:
|          | Загалом | Допрацездатний вік | Працездатний вік | Постпрацездатний вік |
| -------- | ------- | ------------------ | ---------------- | -------------------- |
| Чоловіки | 44      | 17                 | 21               | 6                    |
| Жінки    | 38      | 8                  | 21               | 9                    |
| Разом    | 82      | 25                 | 42               | 15                   |